# Daniel Bloom
Daniel Bloom, właśc. Daniel Tomasz Borcuch (ur. 21 grudnia 1971 w Kwidzynie) – polski kompozytor, muzyk, producent muzyczny.
Ukończył szkołę muzyczną (w klasie fortepianu) oraz archeologię na Uniwersytecie Mikołaja Kopernika w Toruniu.
Jest młodszym bratem reżysera Jacka Borcucha.

## Dyskografia
Albumy
| Thorn                       | - Data: 1996 - Wydawca: Two Minutes Elsie Studio            | –  |
| Horyzont zdarzeń            | - Data: 2003 - Wydawca: Two Minutes Elsie Studio            | –  |
| Muzyka z filmu Tulipany     | - Data: 7 marca 2005 - Wydawca: Warner Music Poland         | 18 |
| Wszystko, co kocham         | - Data: 1 lutego 2010 - Wydawca: Warner Music Poland        | 30 |
| Nieulotne (Lasting)         | - Data: 5 lutego 2013 - Wydawca: Universal Music Polska     | –  |
| Lovely Fear                 | - Data: 16 października 2015 - Wydawca: Warner Music Poland | 26 |
| Dolce fine giornata         | - Data: 10 maja 2019 - Wydawca: Warner Music Poland         |    |
| „–” album nie był notowany. |                                                             |    |

Single
| „Katarakta” (gościnnie: Mela Koteluk)          | 2015 | 6  | 25 | Lovely Fear |
| „How We Disappear” (gościnnie: Gaba Kulka)     | 2015 | 45 | –  | Lovely Fear |
| „Heartbreakers” (gościnnie: Tomasz Makowiecki) | 2016 | 36 | –  | Lovely Fear |
| „–” singel nie był notowany.                   |      |    |    |             |

## Teledyski
| Tytuł                                      | Rok  | Reżyseria             | Album       | Źródło |
| ------------------------------------------ | ---- | --------------------- | ----------- | ------ |
| „Katarakta” (gościnnie: Mela Koteluk)      | 2015 | Klaudiusz Chrostowski | Lovely Fear | [ 16 ] |
| „How We Disappear” (gościnnie: Gaba Kulka) | 2015 | Klaudiusz Chrostowski | Lovely Fear | [ 17 ] |

## Nagrody i wyróżnienia
| Rok  | Kategoria                                 | Tytułem             | Nagroda                             | Nota      | Źródło |
| ---- | ----------------------------------------- | ------------------- | ----------------------------------- | --------- | ------ |
| 2010 | Nagroda Publiczności                      | Wszystko, co kocham | „Jańcio Wodnik” XVII Prowincjonalia | Laur      | [ 18 ] |
| 2011 | Album Roku – oryginalna ścieżka dźwiękowa | Wszystko, co kocham | Fryderyki 2011                      | Laur      | [ 19 ] |
| 2016 | Teledysk roku                             | Katarakta           | Fryderyki 2016                      | Nominacja | [ 20 ] |
| 2016 | Album roku elektronika i alternatywa      | Lovely Fear         | Fryderyki 2016                      | Nominacja | [ 20 ] |

## Filmografia
- 1999: Kallafiorr (muzyka – nie występuje w napisach, obsada aktorska: jako Szpilberg)
- 2000: Gunblast Vodka (obsada aktorska)
- 2003: Dopóki nie stanę na nogi (muzyka)
- 2004: Tulipany (muzyka, wykonanie muzyki, realizacja muzyki, obsada aktorska)
- 2006: Mrok (muzyka)
- 2009: Wszystko, co kocham (muzyka, wykonanie muzyki, realizacja muzyki)
- 2010: Ciacho (muzyka)
- 2013: Nieulotne (muzyka)
- 2014: Neon (muzyka)
- 2020: Zenek  (muzyka)
- 2023: Warszawianka (muzyka)